# A Spring Idyl
A Spring Idyl è un cortometraggio muto del 1917 diretto da J. Stuart Blackton. Conosciuto anche come A Spring Idyll.

## Produzione
Prodotto dalla Vitagraph Company of America

## Distribuzione
Distribuito dalla Greater Vitagraph (V-L-S-E), il film - un cortometraggio in due bobine - uscì in sala il 9 aprile 1917.